# Daniel Küblböck
Daniel Dominik Küblböck (Hutthurm, 27 agosto 1985 – Mare del Labrador, 9 settembre 2018) è stato un cantante tedesco dedito al genere pop .

## Biografia
Fattosi conoscere con la partecipazione alla prima edizione del talent show Deutschland sucht den Superstar, pubblicò 10 album, il primo dei quali fu Positive Energie (2003).
Il suo singolo di maggiore successo fu You Drive Me Crazy del 2003, che raggiunse il primo posto delle classifiche in Germania.
Küblbock scomparve il 9 settembre 2018 durante una crociera transatlantica sull'AIDAluna da Amburgo a New York City; alcuni passeggeri avrebbero visto un uomo gettarsi dalla nave che stava solcando le acque del Mare del Labrador. Il 10 settembre le autorità canadesi interruppero le ricerche del cantante in quanto, data la temperatura dell'acqua, era altamente improbabile che fosse sopravvissuto. Fu ufficialmente dichiarato morto il 10 marzo 2021.
A lui sono dedicati una trentina di fanclub.

## Vita privata
Era dichiaratamente bisessuale, anche se poco prima della scomparsa si considerava omosessuale e desiderava cambiare sesso con il nome Lana Kaiser.
Nei primi giorni del 2013, Küblböck fu colpito da un grave lutto, la morte per overdose del fratello ventottenne Michael (simpatizzante del nazismo) con il quale peraltro non aveva contatti da tempo.

## Discografia

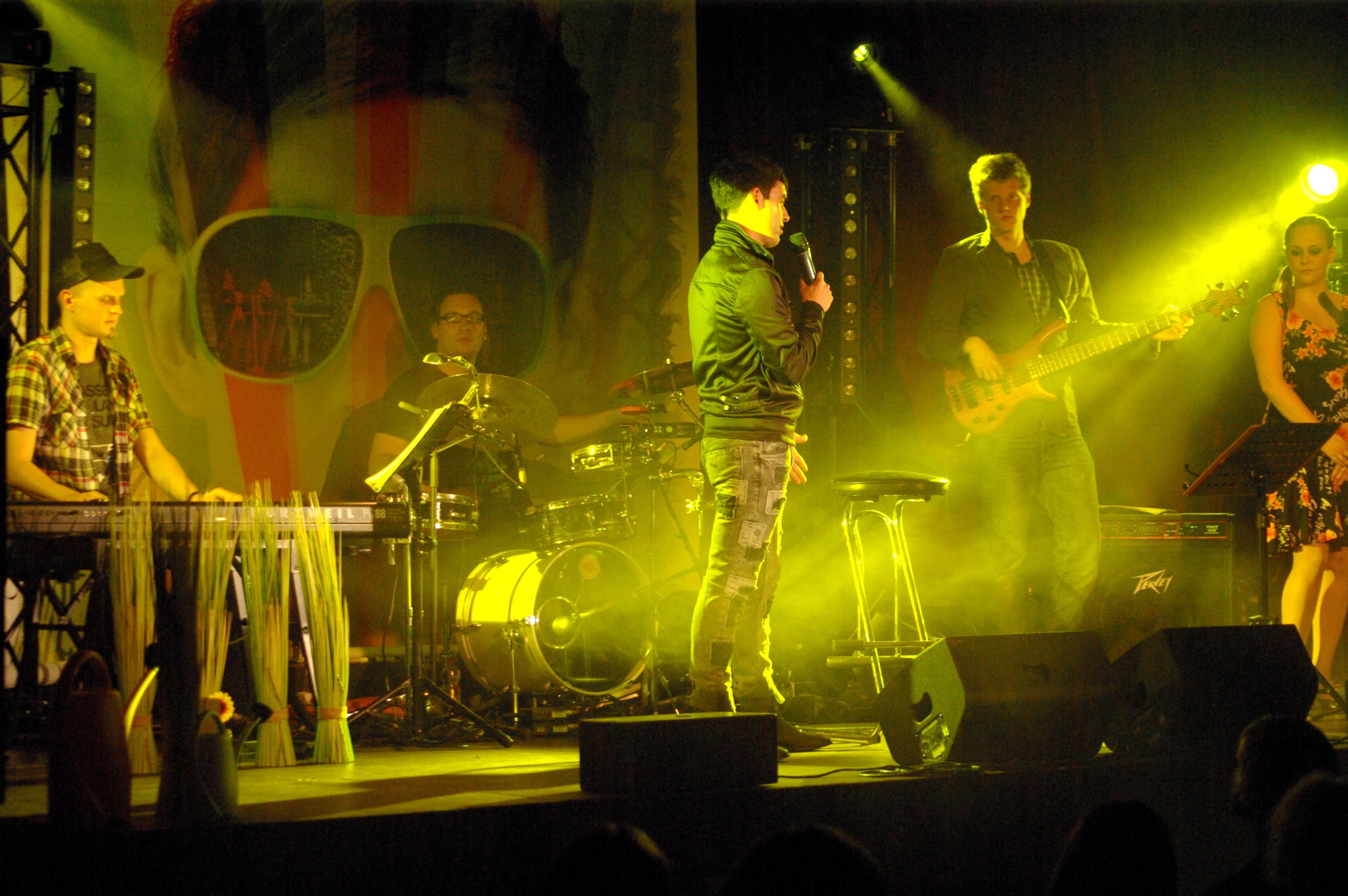
Daniel Küblböck in concerto nel 2010

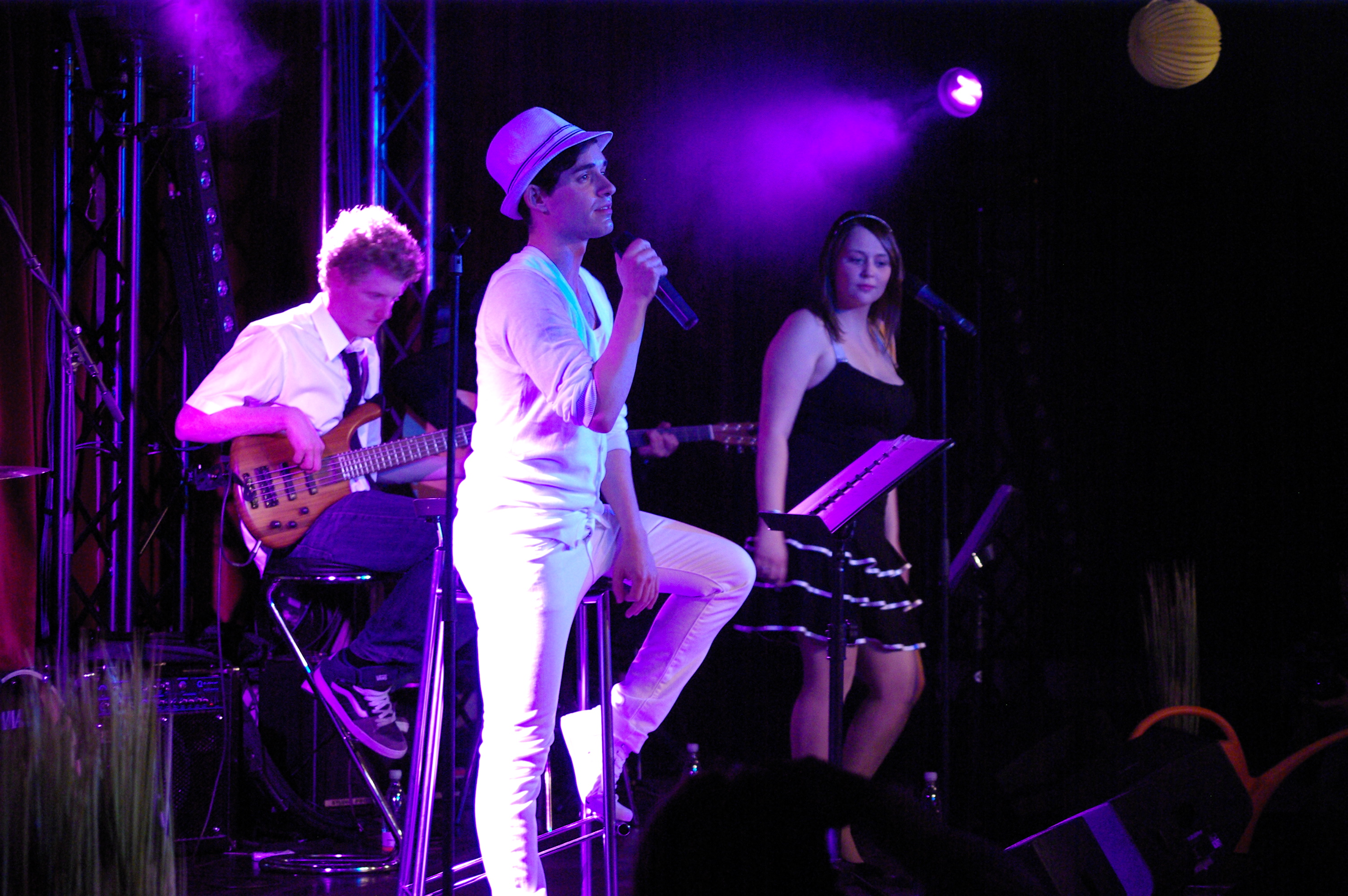
Daniel Küblböck in concerto nel 2011

### Album
- Positive Energie (2003)
- Liebe Nation (2005)
- Zero to Sexy (2008)
- Jazz Meets Blues... wenn zwei sich verlieben (2009)
- Leise rieselt der Schnee (2009)
- Schrebergarten (2010)
- Best of 2003–2010 (2010)
- Schrebergarten Live (2011)
- Diez años Küblböck - Ich versteh' nur Spanisch (2012)
- El tiempo (2012)

### Singoli
- You Drive Me Crazy (2003)
- Heartbeat (2003)
- The Lion Sleeps Tonight (2004)
- Teenage Tears (2004)
- König von Deutschland (2005)
- Born in Bavaria (2007)
- Bodenmais [moacht's eich auf] (2007)
- El tiempo  (2012)
- No destroces mi corazón (2012)
- Berlin (2013)
- Amo el mar (2013)

## Filmografia

### Attore
- St. Angela - serie TV, 1 episodio (2003) - ruolo: sé stesso
- Daniel - Der Zauberer (2004)
- Hella & Dirk - serie TV, 1 episodio (2004)
- Crazy Race 2 - Warum die Mauer wirklich fiel - film TV (2004)

### Colonna sonora
- Daniel - Der Zauberer (2004)

## Premi e riconoscimenti
- 2003: New Faces Award
- 2003: BRAVO Otto d'argento